# Масс-спектрометрия с индуктивно-связанной плазмой
Масс-спектрометрия с индуктивно-связанной плазмой (ИСП-МС) — это разновидность масс-спектрометрии, отличающаяся высокой чувствительностью и способностью определять ряд металлов и нескольких неметаллов в концентрациях до 10−10%, т.e. одну частицу из 1012. Метод основан на использовании индуктивно-связанной плазмы в качестве источника ионов и масс-спектрометра для их разделения и детектирования. ИСП-МС также позволяет проводить изотопный анализ выбранного иона.

## Сущность метода
Индуктивно-связанная плазма (ИСП): Плазма — это газ, содержащий существенные концентрации ионов и электронов, что делает его электропроводным. Плазма, используемая в электрохимическом анализе, практически электронейтральна из-за того, что положительный ионный заряд компенсируется отрицательным зарядом свободных электронов. В такой плазме положительно заряженные ионы преимущественно однозарядны, а число отрицательно заряженных очень невелико, и таким образом, в любом объёме плазмы число ионов и электронов примерно одинаково.
В спектрометрии ИСП поддерживается в горелке, состоящей из трех концентрических трубок, обычно изготовленных из кварца. Конец горелки расположен внутри катушки индуктивности, через которую протекает радиочастотный электрический ток. Между двумя внешними трубами продувается поток аргона (обычно 14-18 л/мин). Для появления в потоке газа свободных электронов на короткое время пропускается электрическая искра. Эти электроны взаимодействуют с радиочастотным магнитным полем катушки, ускоряясь то в одном, то в другом направлении, зависящем от направления поля (обычно 27.12 млн циклов в секунду). Ускоренные электроны сталкиваются с атомами аргона, и иногда эти столкновения приводят к потере аргоном одного из своих электронов. Образовавшийся электрон также ускоряется в быстро меняющемся магнитном поле. Процесс продолжается до тех пор, пока число вновь образовавшихся электронов не компенсируется рекомбинацией электронов с ионами аргона (атомами, от которых уже оторвался электрон). В результате образуется среда, преимущественно состоящая из атомов аргона с довольно небольшим содержанием свободных электронов и ионов аргона. Температура плазмы довольно велика и достигает 10000 K.
ИСП может удерживаться внутри горелки, поскольку поток газа между двумя внешними трубками удерживает её в стороне от стенок горелки. Второй поток аргона (около 1 л/мин) обычно пропускается между центральной и средней трубами, что удерживает плазму в стороне от конца центральной трубы. Третий поток газа (опять же около 1 л/мин) пропускается внутри центральной трубы. Этот поток газа проходит сквозь плазму, где формирует канал более холодный, чем окружающая плазма, но все ещё существенно горячее, чем химическое пламя. Анализируемый образец помещается в центральный канал, обычно в виде аэрозоля, полученного при пропускании жидкости через распылитель.
Поскольку частицы распыленного образца попадают в центральный канал ИСП, они испаряются, как и частицы, прежде растворенные в нём, и распадаются на атомы. При этой температуре значительное количество атомов многих химических элементов ионизуется, при этом атомы теряют наименее связанный электрон, переходя в состояние однозарядного иона.

### Ввод пробы
Основной областью применения ИСП-МС является анализ жидких образцов. Существует множество способов введения раствора в ИСП, но все они в основном достигают единого результата — они образуют ультрадисперсный аэрозоль, который может быть эффективно ионизован в плазменном разряде. Только 1-2 % процента пробы достигают плазмы.
Механизм введения жидкости в плазму можно разделить на два независимых процесса: формирование аэрозоля распылителем и селекция капель спрей-камерой.

#### Формирование аэрозоля
Обычно проба подается со скоростью ~1 мл/мин с помощью перистальтического насоса в распылитель. Перистальтический насос — это маленький насос с набором маленьких вращающихся цилиндров. Постоянное движение и давление цилиндров на трубку с пробой закачивает её в распылитель. Перистальтический насос обладает тем преимуществом, что обеспечивает постоянный поток жидкости независимо от различий в вязкости между пробами, стандартами и растворителем.
После того, как проба попадает в распылитель, она разбивается на мельчайшие капли под пневматическим ударом газового потока (~1 л/мин). Несмотря на то, что подача пробы насосом является общепринятым подходом, некоторые пневматические распылители, как например концентрического дизайна, не нуждаются в насосе, потому что они базируются на естественной диффузии при использовании давления газа в распылителе чтобы «засасывать» пробу через трубку.

##### Распылители
Наиболее широко для ИСП-МС применяется пневматический распылитель, использующий механические силы газового потока (обычно — аргона при давлении 20-30 psi) для формирования аэрозоля. Наиболее распространённые типы распылителей:
- концентрический
- микроконцентрический
- микропотоковый
- с поперечным потоком

Обычно распылители делаются из стекла, однако другие материалы, такие как разного рода полимеры, становятся все более популярными, особенно для высококоррозийных проб и в специальных случаях. Распылители, разработанные для использования в сочетании с оптической эмиссионной спектроскопией (ИСП-ОЭС) не рекомендуются для ИСП-МС из-за возможного попадания в интерфейс ИСП-МС не полностью растворенного твердого остатка. Так как диаметр отверстия семплера и скиммера для ИСП-МС очень мал (~0,6-1,2 мм), концентрация компонентов матрицы не должна превышать 0,2 %.
Наиболее часто в ИСП-МС применяются концентрический дизайн и с поперечным потоком. Первый больше подходит для чистых проб, в то время как второй в общем случае более толерантен к пробам, содержащим большее количество твердых частиц или включений.

###### Концентрический распылитель
В концентрическом распылителе раствор вводится через капиллярную трубку в область с малым давлением, созданную газовым потоком, быстро проходящем сквозь конец капилляра. Низкое давление и высокая скорость потока газа провоцирует образование аэрозоля из раствора пробы, который формируется на открытом конце наконечника распылителя. Концентрический распылитель обеспечивает прекрасную чувствительность и стабильность, особенно для чистого раствора. Однако маленькое отверстие может забиваться, что проблематично при анализе большого числа проб с тяжелой матрицей.

###### Распылитель с поперечным потоком
Для проб, содержащих большое количество тяжелой матрицы или с небольшим количеством не растворенных частиц, распылитель с поперечным потоком является наилучшим решением. Для этого варианта, в отличие от концентрического дизайна, где газовый поток параллелен капилляру, аргон подается под некоторым углом к наконечнику капиллярной трубки. Раствор направляется сквозь трубку посредством перистальтического насоса или же, что реже, вытягивается сквозь капилляр через давление, созданное высокоскоростным потоком газа. В обоих случаях контакт между газом и жидкостью вызывает распадение жидкости на отдельные капли.
Распылитель с поперечным потоком не столь эффективен, как концентрический, для создания очень маленьких капель. Однако, больший диаметр капилляра для жидкости и большая дистанция между жидкостью и инжектором уменьшает проблему засорения. Несмотря на недостатки в меньшей чувствительности и точности, этот тип распылителя больше подходит для рутинных анализов.

###### Микропотоковый распылитель
Микропотоковый распылитель был создан специально для работы с малым током жидкости. Тогда как обычный распылитель использует скорость около 1 мл/мин, микропотоковый обычно работает при скорости меньше 0,1 мл/мин.
Микропотоковый распылитель базируется на том же принципе, что и концентрический, но за счёт большего давления газа достигается меньшая скорость потока пробы. Тем самым этот тип распылителя становится незаменимым при работе с ограниченным объёмом пробы.
Микропотоковые распылители обычно конструируются из полимерных материалов, таких как политетрафторэтилен (ПТФЭ), перфторалкоксид (ПФА) или поливинилиденфторид (ПВДФ). Таким образом эти распылители незаменимы при анализе микроэлементов для полупроводников.

#### Селекция капель по размеру
Поскольку разряд в плазме недостаточен для диссоциации больших капель, функция спрей-камеры состоит в отборе только маленьких капель, которые потом направляются в плазму. Дополнительной функцией спрей-камеры является сглаживание пульсаций в распылении, главным образом из-за перистальтического насоса.
Существует несколько путей отбора маленьких капель, но наиболее частым является двухпроходная спрей-камера, где аэрозоль из распылителя направляется в центральную трубку, проходящую по всей длине камеры. Капли проходят по трубке, причем большие (с диаметром больше, чем 10 мкм) осаждаются под действием гравитационной силы и выходят через дренажную трубку. Мелкие капли (с диаметром примерно 5-10 мкм) проходят между внешней стенкой и центральной трубкой, где они в конечном итоге оказываются после спрей-камеры, и транспортируются в инжектор плазменной горелки.
Основная цель всех спрей-камер, независимо от конфигурации — позволить только наименьшим каплям дойти до плазмы для диссоциации, атомизации и последующей ионизации компонентов пробы. Кроме того некоторые камеры имеют внешнее охлаждение (обычно до 2-5 °C) для достижения термической стабильности пробы и минимизации количества растворителя, попадающего в плазму.
В коммерческих приборах ИСП-МС основном используют 2 варианта спрей-камер: двойного прохода и циклонические. Первые больше распространены, но вторые набирают все большую популярность.

##### Спрей-камеры двойного прохода
Наиболее распространённый вариант такой камеры — конструкции Скотта, где селекция маленьких капель происходит путём пропускания аэрозоля через центральную трубку. Большие капли попадают на поверхность трубки и под действием гравитации выводятся через дренажные отверстия. Жидкость в трубе находится под некоторым давлением, что заставляет маленькие капли возвращаться обратно в пространство между внешней стенкой и центральной трубкой, откуда они и попадают в инжектор. Спрей-камеры Скотта отличаются по форме, размерам и материалам, но в основном они являются наиболее подходящими для рутинных анализов.

##### Циклонические спрей-камеры
В основе этого вида спрей-камер лежит центробежная сила. Капли распределяются в соответствии с их размерами в процессе вращения («водоворота»), вызванного тангенциальным потоком аэрозоля пробы и аргона в камере. Наименьшие по размеру капли проходят вместе с газом в ИСП-МС, в то время как большие капли осаждаются на стенки и стекают вниз, откуда выводятся через дренажное отверстие.
По сравнению с предыдущими камерами, этот вариант отличается большей эффективностью, что, для чистых проб, приводит к большей чувствительности и снижению предела обнаружения. Однако распределение размеров капель оказывается несколько другим, и для некоторых типов проб может привести к немного меньшей точности.

### Интерфейс
Задача интерфейса — транспортировать ионы наиболее эффективно и целостно от плазмы, которая находится при атмосферном давлении (760 Торр), к масс-спектрометру, который работает при примерно 10−6 Торр.
Интерфейс состоит из двух металлических конусов: семплера (с диаметром отверстия примерно 0,8-1,2 мм) и скиммера (обычно диаметр скиммера 0,4-0,9 мм). После того, как ионы сформировались в плазме, они проходят сквозь первый конус, попадая в область низкого давления (примерно 2-3 Торр. Для создания такого вакуума достаточно простого механического насоса). На небольшом расстоянии после семплера находится гораздо более «острый» скиммер, который как бы срезает лишний поток.
Оба конуса обычно делаются из никеля, но иногда и из других металлов, например платины, которая гораздо более стойкая к коррозии, чем никель. Чтобы уменьшить влияние высокой температуры от плазмы, оболочка интерфейса охлаждается водой, причем она сделана из материала, быстро распределяющего тепло, как например медь или алюминий.
Ионы, прошедшие скиммер, направляются ионной оптикой непосредственно к масс-спектрометру.

### Разделение ионов
Разделение ионов осуществляется масс-анализатором. Обычно для этой цели используют квадрупольный масс-спектрометр.

### Детектор
Масс-спектрометр: Ионы из плазмы через серию конусов попадают в масс-спектрометр, обычно квадрупольный. Ионы разделяются на основании отношения массы к заряду, и детектор получает сигнал, пропорциональный концентрации частиц с таким соотношением.
Концентрация может быть определена путём градуировки с использованием элементных стандартов. ИСП-МС также позволяет количественно определять изотопный состав.
Другие масс-анализаторы, подключаемые к ИСП, включают магнитно-электростатический сектор с двойной фокусировкой, а также времяпролётные системы.
Также ИСП используется в спектрометрах другого типа, а именно — атомно-эмиссионной спектрометрии (ИСП-АЭС, ICP-AES).

## Определяемые объекты
ИСП-МС позволяет определять элементы с атомной массой от 7 до 250, то есть от Li до U. Однако некоторые массы не определяются, например, 40, из-за присутствия в образце большого количества аргона. Обычный ИСП-МС прибор способен определить содержание от нанограммов на литр до 10-100 миллиграмм на литр.
В отличие от атомно-абсорбционной спектроскопии, определяющей единовременно только один элемент, ИСП-МС может определять все элементы одновременно, что позволяет значительно ускорить процесс измерения.

## Использование
ИСП-МС можно использовать для анализа объектов окружающей среды, таких, как вода и многие другие. Метод может также обнаруживать металлы в моче для определения присутствия токсичных металлов. Прибор очень чувствителен к примесям в воздухе, и высокие концентрации органики приводят к снижению качества работы и необходимости очистки.
ИСП-МС широко применяется в геохимии для определения возраста объекта или его происхождения методом изотопного анализа и по наличию микроэлементов.

## Интерференции в ИСП-МС
- Физические интерференции
- Химические интерференции
- Спектроскопические интерференции
- Изобарное перекрывание
- Ионы с двойным зарядом
- Полиатомарные помехи